# Dundee (Südafrika)
Dundee ist eine Stadt in Südafrika im Nordwesten der Provinz KwaZulu-Natal. In Dundee befindet sich der Verwaltungssitz des Distrikts Umzinyathi. 2011 hatte die Stadt 34.924 Einwohner.

## Geografie
Die Stadt ist inmitten eines Tals der Biggarsberg Mountains gelegen und ist von drei Bergen umgeben, die markante Namen tragen:
- Indumeni („Wo der Donner grollt“),
- Mpati („Ort des guten Wassers“),
- Talana („Aufbewahrungsort für Wertgegenstände“)

In der Gegend gibt es reiche Kohlevorkommen.

## Geschichte
Ursprünglich war Dundee eine Farm, die Peter Smith gehörte. Er benannte sie 1882 nach seiner schottischen Heimatstadt Dundee. Schon früh wurde die Gegend wegen ihrer Kohlevorkommen von Händlern und Glücksjägern aufgesucht.
Nachdem er eine beachtliche Kohlelagerstätte gefunden hatte, gründete Smith die Dundee Coal Company. Bereits 1899 brachte er sie an die Londoner Börse. Bald schon entwickelte sich Dundee zu einer schnell wachsenden Stadt, in der es auch stattliche Anwesen gab, unter anderem das erste Theater nördlich des damaligen Port Natal, heute Durban. Sieben Straßen, die ins Hinterland und zur Küste führten, kreuzten sich in Dundee, was viele Händler aus dem Kreis indischer Einwanderer dazu brachte, sich in der Region anzusiedeln.

## Wirtschaft
Die Stadt ist von Kohlebergwerken umgeben. In Anlehnung daran wird sie im Englischen als „Coalopolis“ bezeichnet.
Der Großteil der landwirtschaftlichen Tätigkeiten um Dundee herum beschränkt sich auf die Viehzucht zur Milchgewinnung.
Ansässigen Farmer schlossen sich zusammen, um wild lebende Tiere auf ihre Farmen zu bringen und den Tourismus voranzutreiben, indem Wanderwege und Unterkünfte bereitgestellt werden. Außerdem wird die Möglichkeit gegeben, die Ferien auf den Farmen zu verbringen und mitzuarbeiten.

## Sehenswürdigkeiten
- Talana Museum (isiZulu Regal, in dem wertvolle Dinge aufgehoben werden) – in mehreren Gebäuden werden verschiedene Themengebiete dargestellt; angefangen bei den Kriegen über Landwirtschaft, Bergbau und Industrie bis hin zum häuslichen Leben[4]
- MOTH Museum (Memorable Order of Tin Hats; wörtlich aus dem Englischen Der unvergessliche Orden der Zinnhüte, eine Organisation von Veteranen, die in Südafrika kurz nach dem Ersten Weltkrieg gegründet wurde) – eine Sammlung militärischer Erinnerungsstücke aus der Zeit der Zulukriege bis heute
- Cenotaph – ein Denkmal für die Gefallenen der Stadt in den beiden Weltkriegen
- Isibindi Eco-Reserve – ein Naturschutzgebiet mit einer Fläche von über 1600 Hektar mit unterschiedlichen Lebensräumen von bergiger Grasfläche und Steppenlandschaft in den Tälern bis hin zu Wäldern an Flüssen; das Naturreservat beheimatet eine Vielzahl an einheimischen Tierarten[5]
- Farmers’ Brewery – eine Brauerei, in der Bier nach deutschem Rezept gebraut wird; jährlich findet hier ein „Oktoberfest“ statt[6]

Dundee liegt nahe an historischen Kriegsschauplätzen der Zulu- und Burenkriege (unter anderem die Schlachten am Blood River und bei Isandhlwana).

## Persönlichkeiten
- Ernest Augustus Ritter (1890–unbekannt), Historiker und Autor